# 国家戦略局
国家戦略局（こっかせんりゃくきょく、英：National Policy Unit）は、内閣官房に設置されることが予定されていた部局。

## 自民党の「国家戦略本部」
2001年4月の自民党総裁選において、小泉純一郎は内閣に国家戦略本部を設置する旨の発言をしたが、当選して総理・総裁に就任した直後の初めての記者会見にて、公明党と保守党との「連立政権」であることを理由に内閣に設置する案を撤回し、党（自民党）に設置することとした。本部長に小泉、事務総長に保岡興治が就任し、2004年9月3日には「国家戦略本部・箱根提言」と題する提言をまとめて発表するなどの活動をしていた。

## 民主党による「国家戦略局」構想
民主党は、2009年（平成21年）8月18日に公示された第45回衆議院議員総選挙において示したマニフェストの中で「官邸機能を強化し、総理直属の国家戦略局を設置し、官民の優秀な人材を結集して、新時代の国家ビジョンを創り、政治主導で予算の骨格を策定する」とし、その総選挙に勝利して政権を獲得して与党となった。
これを受けて政権が成立した後、法改正までの暫定先行組織として、2009年（平成21年）9月18日、内閣総理大臣の決裁により、内閣官房に国家戦略室が設置された。

### 国家戦略担当大臣
国家戦略局（国家戦略室）にはその業務を統括する国務大臣として「国家戦略担当大臣」が置かれる。国家戦略担当大臣は鳩山由紀夫内閣の発足と同時に置かれたが、暫定組織の国家戦略室が設置されたのは内閣発足の2日後である。
なお、国家戦略担当大臣に対する正式な発令文は「税財政の骨格や経済運営の基本方針等について企画立案及び行政各部の所管する事務の調整を担当させる」となっており、国家戦略という文言は含まれていない。
また、民主党は当初、政策調査会長に国家戦略担当大臣を兼任させることにより党の政策部会と内閣中枢を一体化させる構想を描いていたが、鳩山由紀夫内閣では前代表代行の菅直人を充てるかわりに政策調査会長のポストを一時廃止したため、当初構想どおりとなったのは菅直人政権の玄葉光一郎のみとなった。
（その後、野田佳彦内閣では再度兼任廃止となった。）
| 代                                                                                                  | 氏名                                                                                                | 氏名                                                                                                | 内閣                                                                                                | 内閣                                                                                                | 就任日                                                                                              | 退任日                                                                                              | 党派                                                                                                | 備考                                                                                                |
| 国務大臣（税財政の骨格や経済運営の基本方針等について 企画立案及び行政各部の所管する事務の調整担当） | 国務大臣（税財政の骨格や経済運営の基本方針等について 企画立案及び行政各部の所管する事務の調整担当） | 国務大臣（税財政の骨格や経済運営の基本方針等について 企画立案及び行政各部の所管する事務の調整担当） | 国務大臣（税財政の骨格や経済運営の基本方針等について 企画立案及び行政各部の所管する事務の調整担当） | 国務大臣（税財政の骨格や経済運営の基本方針等について 企画立案及び行政各部の所管する事務の調整担当） | 国務大臣（税財政の骨格や経済運営の基本方針等について 企画立案及び行政各部の所管する事務の調整担当） | 国務大臣（税財政の骨格や経済運営の基本方針等について 企画立案及び行政各部の所管する事務の調整担当） | 国務大臣（税財政の骨格や経済運営の基本方針等について 企画立案及び行政各部の所管する事務の調整担当） | 国務大臣（税財政の骨格や経済運営の基本方針等について 企画立案及び行政各部の所管する事務の調整担当） |
| --------------------------------------------------------------------------------------------------- | --------------------------------------------------------------------------------------------------- | --------------------------------------------------------------------------------------------------- | --------------------------------------------------------------------------------------------------- | --------------------------------------------------------------------------------------------------- | --------------------------------------------------------------------------------------------------- | --------------------------------------------------------------------------------------------------- | --------------------------------------------------------------------------------------------------- | --------------------------------------------------------------------------------------------------- |
| 1                                                                                                   | | 菅直人                                                                                              | 鳩山由紀夫内閣                                                                                      | 鳩山由紀夫内閣                                                                                      | 2009年9月16日                                                                                       | 2010年1月7日                                                                                        | 民主党                                                                                              | |
| 2                                                                                                   | | 仙谷由人                                                                                            | 鳩山由紀夫内閣                                                                                      | 鳩山由紀夫内閣                                                                                      | 2010年1月7日                                                                                        | 2010年6月8日                                                                                        | 民主党                                                                                              | |
| 3                                                                                                   | | 荒井聰                                                                                              | 菅直人内閣                                                                                          | 菅直人内閣                                                                                          | 2010年6月8日                                                                                        | 2010年9月17日                                                                                       | 民主党                                                                                              | |
| 4                                                                                                   | | 玄葉光一郎                                                                                          | | 第1次改造内閣                                                                                       | 2010年9月17日                                                                                       | 2011年9月2日                                                                                        | 民主党                                                                                              | |
| 4                                                                                                   | | 玄葉光一郎                                                                                          | 第2次改造内閣                                                                                       | 民主党                                                                                              | 2010年9月17日                                                                                       | 2011年9月2日                                                                                        | 留任                                                                                                | |
| 5                                                                                                   | | 古川元久                                                                                            | 野田内閣                                                                                            | 野田内閣                                                                                            | 2011年9月2日                                                                                        | 2012年10月1日                                                                                       | 民主党                                                                                              | |
| 5                                                                                                   | | 古川元久                                                                                            | 第1次改造内閣                                                                                       | 民主党                                                                                              | 2011年9月2日                                                                                        | 2012年10月1日                                                                                       | 留任                                                                                                | |
| 5                                                                                                   | | 古川元久                                                                                            | 第2次改造内閣                                                                                       | 民主党                                                                                              | 2011年9月2日                                                                                        | 2012年10月1日                                                                                       | 留任                                                                                                | |
| 6                                                                                                   | | 前原誠司                                                                                            | | 第3次改造内閣                                                                                       | 2012年10月1日                                                                                       | 2012年12月26日                                                                                      | 民主党                                                                                              | 廃止                                                                                                |

### 国家戦略室の設置

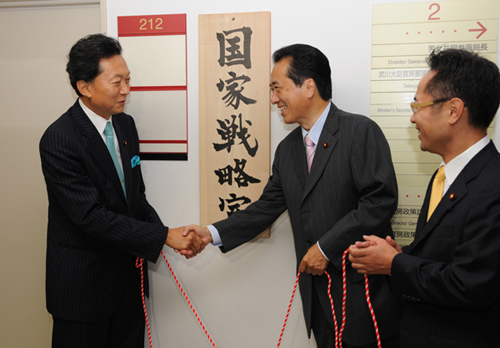
内閣官房国家戦略室の看板除幕式（2009年9月18日、内閣府庁舎にて）

国家戦略室は、国家戦略局の設置に先立ち、2009年（平成21年）9月18日、内閣官房に当分の間置かれる組織として設置されたものである。
所管事項は、税財政の骨格、経済運営の基本方針その他内閣の重要政策に関する基本的な方針などのうち、内閣総理大臣から特に命ぜられたもの（特命事項）に関して企画及び立案並びに総合調整を行う。
設置場所は内閣府本庁舎内。
国家戦略室には国家戦略室長が置かれ、3人いる内閣府副大臣のうち1人が充てられている（ただし、菅直人第1次改造内閣では空席となり、玄葉光一郎担当大臣が代行）。
室員は、非常勤とすることができる。また、所掌に係る専門的事項について意見を具申する非常勤の政策参与が置かれる。
国家戦略室のもとに、以下の会議などが設けられている。新年金制度及び社会保障・税に関わる番号制度については平成22年10月29日より、内閣官房社会保障改革担当室に移管された。
- 税財政の骨格づくり
  - 財政運営戦略
  - 中期的な財政運営に関する検討
  - 財政に対する市場の信認確保に関する検討
  - 予算編成のあり方に関する検討
  - 予算監視・効率化チームリーダー会合
  - 平成22年度 予算政府案
  - 平成22年度 税制改正大綱
- 経済運営の基本方針
  - 成長戦略
  - 経済対策
- 包括的経済連携
- 食と農林漁業の再生
- 地球温暖化対策
- 革新的エネルギー・環境戦略
- コスト等検証委員会
- 新年金制度に関する検討
- 社会保障・税に関わる番号制度に関する検討
- 世界で活躍し『日本』を発信する日本人プロジェクト

歴代の室長
| 代       | 氏 名      | 内 閣                           | 室長補佐者                                        |
| -------- | ---------- | ------------------------------- | ------------------------------------------------- |
| 1        | 古川元久   | 鳩山由紀夫内閣                  | 荒井聰内閣総理大臣補佐官 津村啓介内閣府大臣政務官 |
| 2        | 平岡秀夫   | 菅直人内閣                      | 津村啓介内閣府大臣政務官                          |
| （代行） | 玄葉光一郎 | 菅直人改造内閣 菅直人再改造内閣 |                                                   |

### 国家戦略局の設置関連法案の経過
2010年（平成22年）2月5日に閣議決定され、同日第174回国会に提された「政府の政策決定過程における政治主導の確立のための内閣法等の一部を改正する法律案」において、内閣法を改正して2010年（平成22年）4月1日から内閣官房に国家戦略局を設置することが盛り込まれた。
しかし同法案の審議は難航し、2010年（平成22年）5月13日になってようやく衆議院本会議で提案趣旨説明が行われ、同日、衆議院内閣委員会に付託されたが、同委員会での審議はその後行われないまま、同年6月16日に第174回国会は閉会となり、この法案は継続審議となった。その後、同年8月6日閉会の第175回国会、同年12月3日閉会の第176回国会でも同様に実質的審議は行われないまま継続審議となっていた。
「政府の政策決定過程における政治主導の確立のための内閣法等の一部を改正する法律案」に盛り込まれていた内閣法の改正案によると、国家戦略局の所掌および組織構成は次のとおりであった。
国家戦略局の所掌
- 経済全般の運営の基本方針、財政運営の基本、租税に関する政策の基本及び予算編成の基本方針の企画及び立案並びに総合調整に関する事務
- その他、内閣の重要政策に関する基本的な方針に関する企画及び立案並びに総合調整に関する事務のうち内閣総理大臣が指定するもの

国家戦略局の組織構成
- 国家戦略局長 - 政務担当の内閣官房副長官を従来の2人から3人に増員し、そのうちの1人を内閣総理大臣が国家戦略局長に指名する。
- 国家戦略官 - 大臣政務官クラスの国家戦略官を国家戦略局長の下に1人置く。
- 内閣政務参事 - 非国会議員の内閣政務参事を内閣官房に置き、そのうちの数人が国家戦略局担当となる。
- 内閣政務調査官 - 非国会議員の内閣政務調査官を内閣官房に置き、そのうちの数人が国家戦略局担当となる。

2011年（平成23年）1月24日に開会の第177回国会では会期中の3月11日に東日本大震災が発生し、その対応のため同年5月13日に閣僚定員増員のための内閣法改正案を提出することとなったため、同趣旨の規定が重複する「政府の政策決定過程における政治主導の確立のための内閣法等の一部を改正する法律案」はいったん撤回されることとなり、同年5月12日に衆議院本会議で承認された。
以上の経緯により、国家戦略局の具体的な設置時期は不明となった。

### 国家戦略会議の設置と廃止
野田佳彦首相は、内閣発足後、既存の会議を統廃合し、国家戦略会議を設置することを検討した。2011年10月21日、国家戦略会議の設置に先立ち、既存の18の会議を廃止。10月28日に、初会合を行った。事務局は、国家戦略室が担当する。法的な設置根拠はないため、自民党には、国家戦略会議の機能に疑問を呈し、内閣府設置法に定められている経済財政諮問会議の活用を主張する議員もいた。形態としては、経済財政諮問会議に、経済と財政以外のテーマを幅広く取り入れた会議になるとしていた。
国家戦略会議の要旨は、「税財政の骨格や経済運営の基本方針等の国家の内外にわたる重要な政策を統括する司令塔並びに政策推進の原動力として、総理のリーダーシップの下、産官学の英知を結集し、重要基本方針の取りまとめ等を行うとともに、国の未来への新たな展望を提示するため、新時代の中長期的な国家ビジョンの構想を行う。」というものであった
2012年12月に誕生した第2次安倍内閣では経済財政諮問会議を復活させ、国家戦略会議は廃止された。